# 乌皱辐肛参
乌皱辐肛参（学名：Actinopyga miliaris）为海参科辐肛参属的动物，俗名乌参、乌皱参。分布于西从红海、莫桑比克、向东到加罗林群岛、汤加群岛、南到澳大利亚、北到琉球群岛以及中国大陆的海南岛、西沙群岛等地，多生活于珊瑚礁内、水深从潮间带到10m以及最深达30m。该物种的模式产地在汤加群岛。